# Чемпіонат Європи зі стрибків у воду
Чемпіонат Європи зі стрибків у воду — змагання зі стрибків у воду, що проходять кожного непарного року, організовані Європейською лігою плавання. Учасниками змагань є стрибуни у воду з країни Європи. Вони змагаються у стрибках з 1- та 3-метрового трампліну, а також із 10-метрової вишки. Традиційно чемпіонат відбувається навесні або влітку.

## Історія

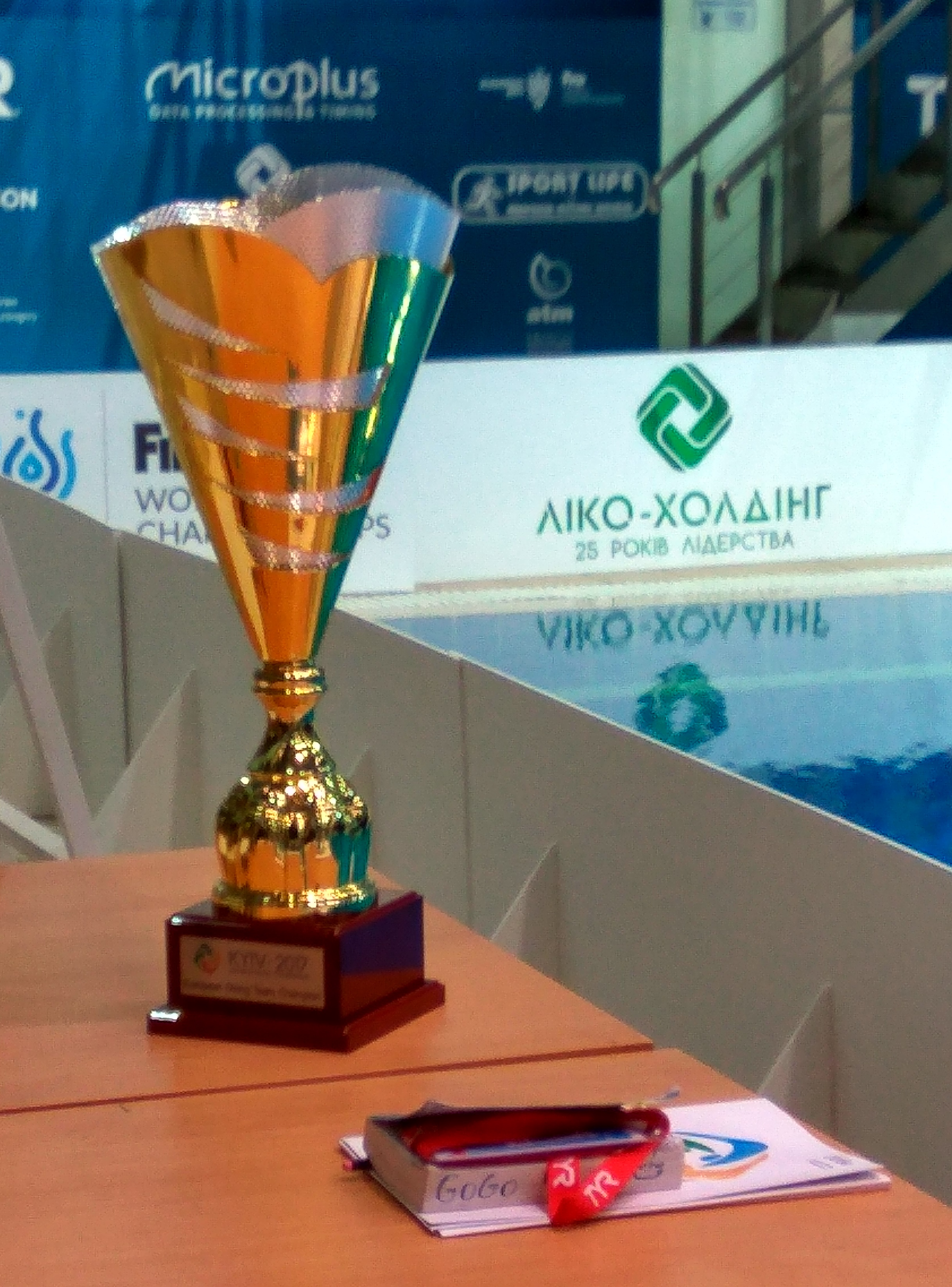
Кубок для збірної, що перемогла в очковому заліку

Стрибки у воду були невід'ємною складовою чемпіонату Європи з водних видів спорту з моменту його створення у 1926 році.
Окремий чемпіонат для дайверів вперше було проведено у 2009 році у Турині, і тоді в програму було включено 10 дисциплін: індивідуальні стрибки у жінок і чоловіків на метровому трампліні, 3-метровому трампліні та 10-метровій вишці, а також синхронні стрибки у жінок і чоловіків на 3-метровому трампліні та 10-метровій вишці. Уже на другому чемпіонаті, що відбувся у 2011 році, у програму було додано командне змагання. На чемпіонаті 2017 року, що відбувся у Києві, у програму були додані також синхронні стрибки у міксті на 3-метровому трампліні та 10-метровій вишці.
Країна, що здобуває найбільшу кількість очок, офіційно стає Чемпіоном Європи зі стрибків у воду. Кількість очок визначається не кількістю медалей, а за результатами виступів усіх фіналістів. Нинішнім чемпіоном Європи є збірна України.
Наступний чемпіонат відбудеться у 2019 році у Києві.

## Турніри
| 2009 | Турин   | 1-5 квітня   | 10 | Росія     | Росія   | Італія    | Україна         |
| 2011 | Турин   | 8-13 березня | 11 | Росія     | Росія   | Німеччина | Італія          |
| 2013 | Росток  | 18-23 червня | 11 | Росія     | Україна | Росія     | Німеччина       |
| 2015 | Росток  | 9-14 червня  | 11 | Росія     | Росія   | Італія    | Німеччина       |
| 2017 | Київ    | 12-18 червня | 13 | Україна   | Росія   | Україна   | Велика Британія |
| 2019 | Київ    | 5-11 серпня  | 13 | Росія     | Росія   | Україна   | Німеччина       |
| 2023 | Ряшів   | 22–28 червня | 13 |           | Україна | Німеччина | Велика Британія |
| 2025 | Анталія | 22–28 травня | 13 | Німеччина | Україна | Німеччина | Італія          |

## Загальний медальний залік (2009—2015)
| Місце                | Країна               | Золото | Срібло | Бронза | Загалом |
| -------------------- | -------------------- | ------ | ------ | ------ | ------- |
| 1                    | Росія                | 23     | 26     | 14     | 63      |
| 2                    | Україна              | 22     | 15     | 16     | 53      |
| 3                    | Італія               | 18     | 10     | 13     | 41      |
| 4                    | Німеччина            | 16     | 26     | 20     | 62      |
| 5                    | Велика Британія      | 6      | 7      | 15     | 28      |
| 6                    | Франція              | 4      | 5      | 5      | 14      |
| 7                    | Швейцарія            | 2      | 1      | 3      | 6       |
| 8                    | Швеція               | 1      | 3      | 2      | 6       |
| 9                    | Нідерланди           | 1      | 1      | 2      | 4       |
| 10                   | Іспанія              | 1      | 0      | 2      | 3       |
| 11                   | Польща               | 1      | 0      | 0      | 1       |
| 12                   | Вірменія             | 0      | 1      | 0      | 1       |
| 13                   | Австрія              | 0      | 0      | 1      | 1       |
| 13                   | Білорусь             | 0      | 0      | 1      | 1       |
| 13                   | Угорщина             | 0      | 0      | 1      | 1       |
| Загалом (15 збірних) | Загалом (15 збірних) | 95     | 95     | 95     | 285     |